# Miles Mosley

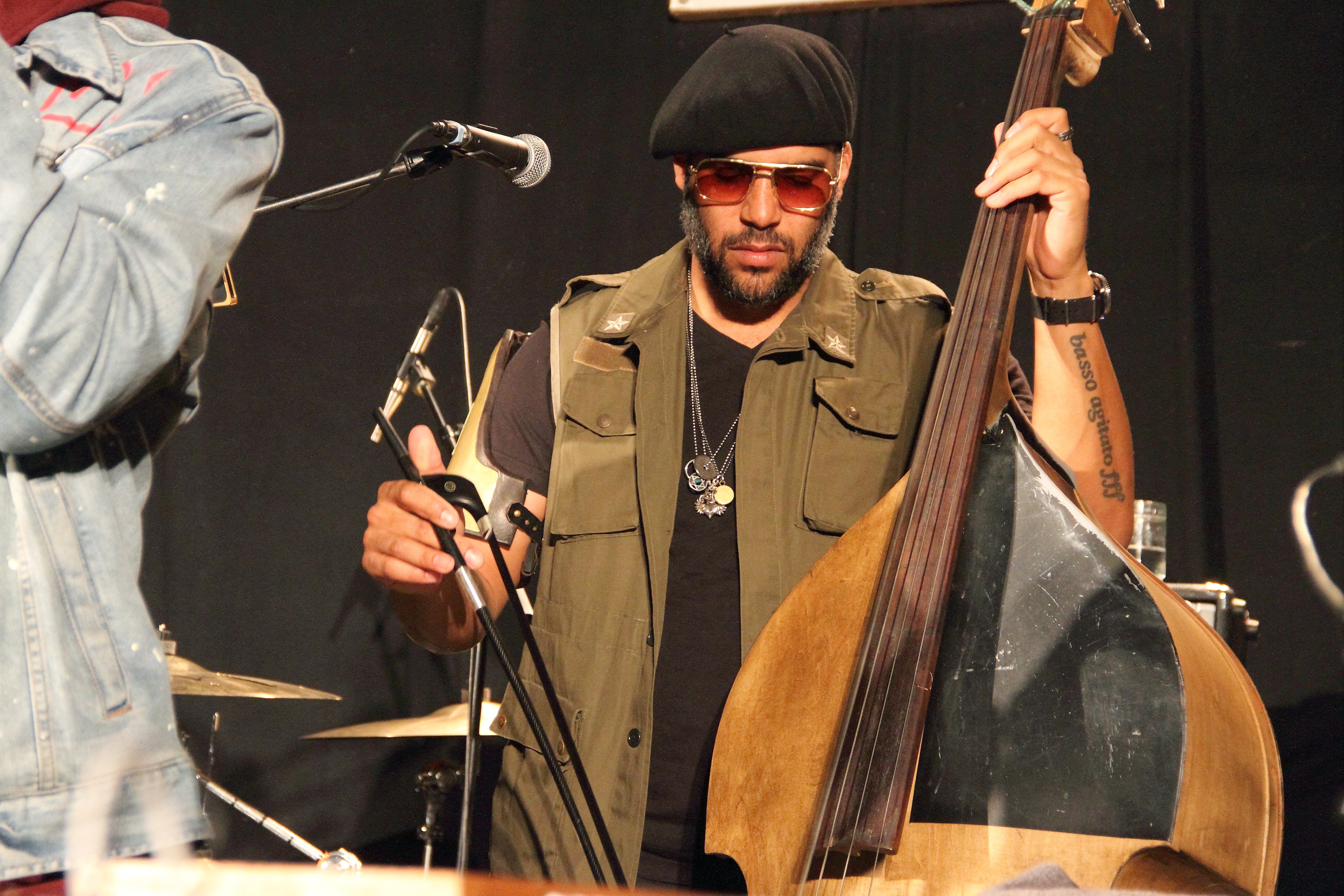
Miles Mosley auf dem INNtöne Jazzfestival 2018

Miles Mosley (* 1980 in Hollywood) ist ein amerikanischer Fusionmusiker (Gesang, Kontrabass, Komposition).

## Leben und Wirken
Mosley, der nach Miles Davis benannt wurde und mit Jazz aufwuchs, erhielt eine Musikausbildung an der Colburn School of Music in Los Angeles; er wurde von Musikern wie John Clayton, Ray Brown und Al McKibbon unterrichtet. Als Jugendlicher gewann er den Los Angeles Music Center's Spotlight Award. Der Jazzkritiker Don Heckman bezeichnete ihn als „technischen Virtuosen“. Die Süddeutsche Zeitung lobt sein Vermögen, mit Effektgeräten „seinen Kontrabass so weit zu verfremden, dass letztlich ein vollkommen neues Instrument daraus wird. Eins, das vom orchestralen Vollklang bis zur Rhythmusattacke, von der weichen Melancholie bis zur brutalen Härte ein enormes Spektrum entwickelt, und ihm erlaubt, Solopassagen zu spielen, die … deutlich an die Bluesgitarren-Exzesse von Jimi Hendrix erinnern.“
Nachdem er 1996 als Bassist für die Grammy All-American High School Jazz Band & Choir verpflichtet wurde, begann er eine Karriere als Studiomusiker; er arbeitete mit Christina Aguilera, Chris Cornell, Jonathan Davis, Everlast, Terrence Howard, Joni Mitchell, Lauryn Hill, Kenny Loggins, Gnarls Barkley, Jeff Beck, Common, Avenged Sevenfold und Kamasi Washington. Seit 2005 legte er eigene Alben vor, auf denen er Jazz mit Soul, Funk und Rockmusik fusionierte. Weiter gründete er die Gruppe The West Coast Get Down, tourte aber auch mit Jonathan Davis, Lauryn Hill, Harvey Mason, Kendrick Lamar, India.Arie, Chris Cornell, Mos Def, Common, Herbie Hancock und Andra Day. Auch schrieb er die Musik zum Spielfilm Fallen Angels – Jeder braucht einen Engel ….

## Diskographische Hinweise
- 2005 – Sicaceremony
- 2006 – Taming the Proud
- 2007 – Bear
- 2017 – Uprising
- 2020 – Ryan Porter & the West Coast Get Down: Live at New Morning, Paris